# Pukalnica
Pukalnica je "oružje" nalik puhaljki/serbatani. Zapravo se radi o dječjoj igri podrijetlom iz Hrvatske (izum opatijske djece). Igrala se tijekom ljetnih praznika, jer je u navedeno doba godine, lumber koji je najpogodniji kao municija bio dostupan. Koristila se često u "igranju rata".
Pukalnica ima dva dijela, statičnu drvenu cijev i pokretnu guralicu (manig). Kratkim, snažnim i brzim potezom ruke gurne se manig tako da se prethodno ubačena kuglasta municija (lovorove bobice) sudari, a jedna, pod pritiskom, izleti. Tada se čuje specifični "puk" i otuda ime "pukalnica". Manig do pola ima promjer tek toliko da može ući u pukalnicu, dok na drugoj polovici veći promjer maniga zaustavlja pukalnica i pod pritiskom se ispaljuje municija, odnosno lumber.
Pukalnica se izrađuje od bazge, a municija je lumber. Bazga je pogodna za izradu pukalnica jer ima mekanu srčiku. Za izradu je potreban komad drveta od otprilike 25 centimetara iz kojeg se srčika uz pomoć drvene ili željezne šipke izdubi i tako nastane "škuja" veličine ploda lumbera. Lumber (lovorove bobice) je plod lovora koji raste samo na ženskom stablu lovora. "Manig" je dio s kojim se puca i izrađuje se od jasena ili drena debljine škuje. Manigu se mogu na samom kraju napraviti i "brki" kako bi se mogao što bolje ispucati lumber.

## Svjetsko prvenstvo va pukalnicah
Radi se o turističkoj, ali i sportskoj priredbi. Održava se od 2016. u Opatiji. Himna prvenstva je "Serenada Opatiji". Organizatori i idejni začetnici prvenstva su Jerko Gudac i Dragan Hlanuda (umjetničkih imena Bazak i Javorika, tj. Barić i Jerko (B&J)). Na SP-u su sudjelovali igrači iz Australije, Engleske, Italije, Nizozemske, Njemačke, Sjeverne Makedonije, Slovenije.
Natjecanje se sastoji od gađanja mete lumberima pomoću pukalnica. Superfinale se održava između pobjednika u muškoj i ženskoj konkurenciji.
| Izdanje | Broj natjecatelja | Broj natjecatelja | Ukupni pobjednik (Superfinale) | Ukupni pobjednik (Superfinale) | Pobjednik               | Pobjednik | Pobjednica          | Pobjednica | Ref    |
| ------- | ----------------- | ----------------- | ------------------------------ | ------------------------------ | ----------------------- | --------- | ------------------- | ---------- | ------ |
| Izdanje | M                 | Ž                 | Pukalničar(ka)                 | MP                             | Pukalničar              | MP        | Pukalničarka        | MP         | Ref    |
| 2023.   |                   | 16                | Aleksandar Saša Alobić         |                                | Aleksandar Saša Alobić  |           | Iris Vikario (3)    |            | [ 6 ]  |
| 2022.   |                   |                   | Iris Vikario                   | +3                             | Egidio Zović            |           | Iris Vikario (2)    |            | [ 7 ]  |
| 2021.   | 15                | 6                 | Mirko Šuša                     |                                | Mirko Šuša              |           | Ester Starčić       |            | [ 8 ]  |
| 2020.   |                   |                   | Jadranko Sobotinčić            |                                | Jadranko Sobotinčić (3) |           | Jadranka Vikario    |            | [ 9 ]  |
| 2019.   |                   |                   | Igor Rubeša                    |                                | Igor Rubeša             |           | Iris Vikario        |            | [ 4 ]  |
| 2018.   | 37                | 12                | Dario Glušić                   |                                | Dario Glušić            |           | Silvija Rubinić (2) |            | [ 2 ]  |
| 2017.   | 36                | 13                |                                |                                | Jadranko Sobotinčić (2) |           | Silvija Rubinić     |            | [ 10 ] |
| 2016.   | 20 – 30           | 8                 | Slavica Darišić                |                                | Jadranko Sobotinčić     |           | Slavica Darišić     |            | [ 11 ] |

## Slična igra
Puškarice ili Cepare je slična igra. Odsjekle bi se zelene stabljike zove/zohe na dužinu 15-50cm i debljine oko 2cm, izvadila bi se srčika i dobro očistio unutrašnji dio te u tu cjevčicu stavio bi se tvrdo uvaljan i pljuvačkom namočen "čep" od kudelje (neobrađeno vlakno konoplje). Čep se zatim potisnuo tvrdom šibom do izlaza iz cijevi. Zatim je na drugu stranu stavljan drugi čep i potiskivan prema naprijed. Obadvije kuglice morale su čvrsto prianjati da bi se dobio što veći pritisak u cijevi. Kada je pritisak postao dovoljno velik, istisnuo bi kuglicu s otvora uz mali prasak. Pobjednik je bio onaj čija je kuglica imala najveći domet. A kuglica je mogla preletjeti i nekoliko desetaka metara. Koristila se i varijanta sa samo jednim čepom kojega bi dugim štapićem gurnuli, a on bi iskočio i odletio.